# 奈邉健
奈邉 健（なべ たけし）は、日本の薬学者。専門は薬効薬理学。学位は薬学博士（京都薬科大学・論文博士）。薬剤師。2023年10月、引用指標科学者データベースによる、エルゼビア社とスタンフォード大学による「世界で最も影響力のある研究者トップ2%」に認定。 摂南大学教授。

## 経歴
- 1984年 大阪明星高等学校 卒業
- 1988年 京都薬科大学 卒業
- 1990年 京都薬科大学大学院 修士課程 修了
- 1990年 京都薬科大学 助手（薬理学教室）
- 1998年 博士（薬学）
- 1999年 京都薬科大学 講師（薬理学教室）
- 2001年 京都薬科大学 助教授・准教授（薬理学教室、薬理学分野）
- 2001年 米国アラバマ大学 バーミングハム校 微生物学　客員研究員
- 2014年 摂南大学・薬学部 教授（毒性学研究室）
- 2015年 摂南大学・薬学部 教授（薬効薬理学研究室）

## 学会
- 日本薬理学会（学術評議員、代議員）
- 日本薬学会（代議員）
- 日本アレルギー学会
- 日本免疫学会（評議員）
- 日本眼薬理学会（理事・評議員、第４０回会長）

## 著書
- Current Approaches to Allergic Rhinitis
- よくわかる治療薬ブック
- Advanced topics in Environmental health and air pollution case studies (担当:共著, 範囲:Aggravation of allergic rhinitis by air pollution: Demonstration by an animal model of pollenosis.)
- 最新基礎薬理学 第３版 (担当:共著, 範囲:平滑筋に作用する薬物、呼吸器系に作用する薬物、オータコイド)
- Pathophysiological and biochemical analyses of “Life-style related or intractable diseases”–Target validation for drug therapy- Takeshi Nabe, Akari Sakamoto, David D. Chaplin, Shigekatsu Kohno (担当:共著, 範囲:A new mouse model showing early and late asthmatic responses associated with airway inflammation)
- 喘息治療におけるテオフィリン薬 (担当:共著, 範囲:テオフィリンおよび同族体の構造と薬理作用−呼吸器系，呼吸器系以外の臓器−)
- 喘息治療におけるβ刺激薬 (担当:共著, 範囲:β刺激薬のpharmacokinetics（短時間作用型と長時間作用型）)
- アレルギーナビゲーター (担当:共著, 範囲:アラキドン酸代謝-FLAP/5-LO/COX-1/COX-2/トロンボキサンA2(TXA2)/プロスタグランジン(PGs)/ロイコトリエンB4(LTB4)/Cysteinyl leukotrienes(CysLTs))
- 喘息治療の新たな展開 Focus on Zafirlukast (担当:共著, 範囲:ロイコトリエン受容体拮抗薬の基礎)
- ロイコトリエンと気管支喘息・アレルギー (担当:共著, 範囲:気道炎症に対する抗アレルギー剤と抗ロイコトリエン剤の位置づけ)
- 分子アレルギー学 (担当:共著, 範囲:アラキドン酸代謝物)